# Campeonato Panamericano y de Oceanía de Judo de 2023
El XLVIII Campeonato Panamericano de Judo se celebró en Calgary (Canadá) entre el 15 y el 16 de septiembre de 2023 bajo la organización de la Confederación Panamericana de Judo.
En total se disputaron catorce pruebas diferentes, siete masculinas y siete femeninas.

## Resultados

### Masculino
| Evento  | Oro                                | Plata                           | Bronce                                                                  |
| ------- | ---------------------------------- | ------------------------------- | ----------------------------------------------------------------------- |
| –60 kg  | Matheus Takaki · Brasil            | Joshua Katz Australia           | Michel Augusto · Brasil · Jonathan Charon · Cuba                        |
| –66 kg  | Julien Frascadore · Canadá         | Orlando Polanco · Cuba          | Juan Hernández · Colombia · Willian Lima · Brasil                       |
| –73 kg  | Daniel Cargnin · Brasil            | Arthur Margelidon · Canadá      | Magdiel Estrada · Cuba · Gilberto Cardoso · México                      |
| –81 kg  | François Gauthier-Drapeau · Canadá | Guilherme Schimidt · Brasil     | Adrián Gandía · Puerto Rico · Medickson del Orbe · República Dominicana |
| –90 kg  | Rafael Macedo · Brasil             | Louis Krieber-Gagnon · Canadá   | John Jayne Estados Unidos Mariano Coto Argentina                        |
| –100 kg | Shady El Nahas · Canadá            | Leonardo Gonçalves · Brasil     | Nathaniel Keeve · Estados Unidos · Thomas Briceño · Chile               |
| +100 kg | Andy Granda · Cuba                 | Rafael Carlos da Silva · Brasil | Marc Deschenes · Canadá · Freddy Figueroa · Ecuador                     |

### Femenino
| Evento | Oro                            | Plata                           | Bronce                                                           |
| ------ | ------------------------------ | ------------------------------- | ---------------------------------------------------------------- |
| –48 kg | Mary Dee Vargas · Chile        | Edna Carrillo · México          | Natasha Ferreira · Brasil · María Celia Laborde · Estados Unidos |
| –52 kg | Larissa Pimenta · Brasil       | Paulina Martínez · México       | Tinka Easton · Australia · Jéssica Pereira · Brasil              |
| –57 kg | Christa Deguchi · Canadá       | Rafaela Silva · Brasil          | Jessica Klimkait · Canadá · Brisa Gómez · Argentina              |
| –63 kg | Katharina Haecker Australia    | Prisca Awiti · México           | Maylín del Toro · Cuba · Hannah Martin · Estados Unidos          |
| –70 kg | Elvismar Rodríguez · Venezuela | Aoife Coughlan Australia        | Luana Carvalho · Brasil · Celinda Corozo · Ecuador               |
| –78 kg | Mayra Aguiar · Brasil          | Moira de Villiers Nueva Zelanda | Maria Swan · Australia · Vanessa Chalá · Ecuador                 |
| +78 kg | Beatriz Souza · Brasil         | Idalys Ortiz · Cuba             | Sydnee Andrews · Nueva Zelanda · Brigitte Carabali · Colombia    |

## Medallero
| Núm. | País                 | Oro | Plata | Bronce | Total |
| ---- | -------------------- | --- | ----- | ------ | ----- |
| 1    | Brasil               | 6   | 4     | 5      | 15    |
| 2    | Canadá               | 4   | 2     | 2      | 8     |
| 3    | Cuba                 | 1   | 2     | 3      | 6     |
| 4    | Australia            | 1   | 2     | 2      | 5     |
| 5    | Chile                | 1   | 0     | 1      | 2     |
| 6    | Venezuela            | 1   | 0     | 0      | 1     |
| 7    | México               | 0   | 3     | 1      | 4     |
| 8    | Nueva Zelanda        | 0   | 1     | 1      | 2     |
| 9    | Estados Unidos       | 0   | 0     | 4      | 4     |
| 10   | Ecuador              | 0   | 0     | 3      | 3     |
| 11   | Argentina            | 0   | 0     | 2      | 2     |
| 11   | Colombia             | 0   | 0     | 2      | 2     |
| 13   | Puerto Rico          | 0   | 0     | 1      | 1     |
| 13   | República Dominicana | 0   | 0     | 1      | 1     |
|      | TOTAL                | 14  | 14    | 28     | 56    |